# Umění musí bolet
Umění musí bolet (v anglickém originále Art School Confidential) je americký hraný film. Natočil jej režisér Terry Zwigoff podle komiksu Daniela Clowese. Hráli v něm John Malkovich, Ethan Suplee, Max Minghella a další. Malou roli (neuvedenou v titulcích) ve filmu měl také Steve Buscemi. Autorem originální hudby k filmu je David Kitay. Premiéra filmu proběhla 23. ledna 2006 na Festivalu Sundance.